# Поетин
Пое́тин (Хижняківщина, Хижняківський) —  село в Україні, у Прилуцькому районі Чернігівської області. Розташований на лівому березі р. Лисогору, за 5 км від центру громади. Населення становить 15 осіб. Входить до складу Срібнянської селищної громади.

## Історія
Вперше згадується 1781. Входив до Друговарвинської сотні Прилуцького полку, до Глинського повіту (1782-96), до Прилуцького повіту 
(1797-1923), до Срібнянського р-ну Прилуцького округу (1923–1930) і Чернігівської області (1932-59 і з 1965). 
Хутір Хижняківщина заснований у другій половині 18 ст. 1781 належав генерал-поручику Будлянському. 1859 називався х. Хижняківський (Поетин); налічував 12 дворів, 75 ж. Входив до Срібнянської волості 2-го стану (1837-1923). 
Найдавніше знаходження на мапах 1826-1840 рік як Поет
1886 - 15 дворів селян-власників, 15 хат, 95 ж. 1908 наліч. 140 ж., приписаних до парафі ї Миколаївської церкви с. Подолу.
1910 показується в документах разом з с. Поділ.
У 1911 році у хуторі Поетім  Срібнянської волості Прилуцького повіту Полтавської губернії, жило  117 осіб
У 1923-30 П. підпорядкований Подільській сільраді.
1925 - 19 дворів, 54 ж.; 1930 - 23 двори, 1993 - 122 ж. 27 ж.
До 2017 року орган місцевого самоврядування — Подільська сільська рада.